# Coupe d'Union soviétique de football 1936
Navigation
Édition 1937
La Coupe d'Union soviétique 1936 est la 1re édition de la Coupe d'Union soviétique de football. Elle se déroule au cours de l'été 1936, du 18 juillet au 28 août 1936, et se place ainsi entre les championnats printanier et automnal de l'année 1936.
La finale se déroule le 28 août 1936 au stade Dynamo de Moscou et voit la victoire du Lokomotiv Moscou face à l'équipe géorgienne du Dinamo Tbilissi, faisant de lui le premier vainqueur de l'histoire de la compétition.

## Format
Un total de 94 équipes prennent part à la compétition, cela inclut 28 des 30 clubs des quatre premières divisions soviétiques, ainsi que 66 autres équipes issues des compétitions locales. 
Le tournoi se déroule sur sept phases, allant du premier tour à la finale. Les équipes de première division font leur entrée en lice à l'occasion de la deuxième phase. Chaque confrontation prend la forme d'une rencontre unique jouée sur la pelouse d'une des deux équipes. En cas d'égalité à l'issue du temps réglementaire d'un match, une prolongation est jouée. Si celle-ci ne suffit pas à départager les deux équipes, le match est rejoué ultérieurement.

## Résultats

### Premier tour
| Date            | Locaux                           | Score    | Visiteurs                            |
| --------------- | -------------------------------- | -------- | ------------------------------------ |
| 18 juillet 1936 | Bolchevik Kiev (A)               | forfait  | (A) CDKA-2 Moscou                    |
| 18 juillet 1936 | Dinamo Voronej (A)               | forfait  | (A) Krasnoïé Znamia Orekhovo-Zouïevo |
| 18 juillet 1936 | Dinamo Krasnodar (A)             | forfait  | (A) Metallourg Stalingrad            |
| 18 juillet 1936 | Krasnoïé Znamia Noguinsk (A)     | forfait  | (A) Gorniaki Krivoï Rog              |
| 18 juillet 1936 | Bourevestnik Léningrad (A)       | 2 - 6    | (A) Dynamo-2 Moscou                  |
| 18 juillet 1936 | Bourevestnik Rostov (A)          | 0 - 3    | (A) Infizkoult Moscou                |
| 18 juillet 1936 | Dzerjinets Ordjonikidzegrad (A)  | 2 - 1    | (A) Lokomotiv Voronej                |
| 18 juillet 1936 | Dinamo Batoumi (A)               | 7 - 1    | (A) Lokomotiv Alaverdy               |
| 18 juillet 1936 | Dinamo Krivoï Rog (A)            | 5 - 0    | (A) Zavod Ilitch Marioupol           |
| 18 juillet 1936 | Dinamo Minsk (A)                 | 1 - 5    | (A) Proletaskaïa Pobeda Moscou       |
| 18 juillet 1936 | Dinamo Tcheliabinsk (A)          | 3 - 1    | (A) Spartak Omsk                     |
| 18 juillet 1936 | Dinamo Bolchevo (A)              | 5 - 0    | (A) Lokomotiv Léningrad              |
| 18 juillet 1936 | ZIK Makeïevka (A)                | 1 - 5    | (A) Elektromach Kharkov              |
| 18 juillet 1936 | ZIM Nikolaïev (A)                | 3 - 0    | (A) Spartak Kiev                     |
| 18 juillet 1936 | Petrovets Dniepropetrovsk (A)    | 10 - 0   | (A) Farforovy Zavod Baranovka        |
| 18 juillet 1936 | ZIF Konstantinovka (D4)          | 3 - 1    | (A) Bourevestnik Moscou              |
| 18 juillet 1936 | Zénith Ijevsk (A)                | 1 - 11   | (A) Dinamo Sverdlovsk                |
| 18 juillet 1936 | Morskoï Zavod Sébastopol (A)     | 1 - 0    | (A) Lokomotiv Dniepropetrovsk        |
| 18 juillet 1936 | KPZ Kharkov (D4)                 | 3 - 1    | (A) Snaïper Podolsk                  |
| 18 juillet 1936 | Rekord Moscou (A)                | 3 - 2    | (A) Rodina Moscou                    |
| 18 juillet 1936 | Serp i Molot Kharkov (D2)        | 3 - 1    | (A) Dinamo-Troudkomounna Lioubertsy  |
| 18 juillet 1936 | Spartak Ivanovo (A)              | 1 - 6    | (A) Lokomotiv-2 Moscou               |
| 18 juillet 1936 | Arsenal Kiev (A)                 | 3 - 3 ap | (A) Krasnoïé Znamia Iegorevsk        |
| 19 juillet 1936 | Arsenal Kiev (A)                 | 0 - 3    | (A) Krasnoïé Znamia Iegorevsk        |
| 18 juillet 1936 | Stal Dnieprodzerjinsk (A)        | 0 - 0 ap | (A) Pravda Moscou                    |
| 20 juillet 1936 | Stal Dnieprodzerjinsk (A)        | 0 - 1    | (A) Pravda Moscou                    |
| 18 juillet 1936 | Krylia Sovetov Zaporojié (A)     | 2 - 1 ap | (A) Lokomotiv Kharkov                |
| 20 juillet 1936 | Krylia Sovetov Zaporojié (A)     | 1 - 1 ap | (A) Lokomotiv Kharkov                |
| 26 juillet 1936 | Krylia Sovetov Zaporojié (A)     | 0 - 5    | (A) Lokomotiv Kharkov                |
| 19 juillet 1936 | DKA BVO Smolensk (A)             | 4 - 1    | (A) Energia Moscou                   |
| 21 juillet 1936 | Troudovaïa Komounna Koungour (A) | forfait  | (A) Spartak Kalinine                 |
| 21 juillet 1936 | Dinamo Aktioubinsk (A)           | forfait  | (A) Dinamo Kouïbychev                |
| 21 juillet 1936 | Dzerjinets Kolomna (A)           | forfait  | (A) Spartak Kouïbychev               |
| 22 juillet 1936 | Dzerjinets-STZ Stalingrad (D4)   | 4 - 0    | (A) Dongostabfabrika Rostov          |

1. ↑  Le premier match entre le Krylia Sovetov Zaporojié et le Lokomotiv Kharkov est arrêté au cours de la prolongation en raison de la tombée de la nuit.

### Deuxième tour
Le deuxième tour de la compétition voit l'entrée en lice des équipes de la première division. Les deux premiers du championnat printanier, le Dynamo Moscou et le Dynamo Kiev ne prennent finalement pas part au tournoi.
| Date            | Locaux                           | Score    | Visiteurs                      |
| --------------- | -------------------------------- | -------- | ------------------------------ |
| 24 juillet 1936 | Krasnoïé Znamia Iegorevsk (A)    | forfait  | (D1) Dynamo Kiev               |
| 24 juillet 1936 | Stakhanovets Kadievska (A)       | forfait  | (D1) Dynamo Moscou             |
| 24 juillet 1936 | Dinamo Piatigorsk (D3)           | forfait  | (A) Pravda Moscou              |
| 24 juillet 1936 | Dzerjinets Kolomna (A)           | 0 - 9    | (D2) Spartak Léningrad         |
| 24 juillet 1936 | ZIM Nikolaïev (D4)               | 1 - 0    | (A) Kinap Odessa               |
| 24 juillet 1936 | Dzerjinets Ordjonikidzegrad (A)  | 3 - 2    | (A) Krylia Sovetov Moscou      |
| 24 juillet 1936 | Elektromach Kharkov (A)          | 1 - 0    | (D4) Stal Dniepropetrovsk      |
| 24 juillet 1936 | Morskoï Zavod Sébastopol (A)     | 2 - 3    | (A) Traktor Kharkov            |
| 24 juillet 1936 | Krasnoïé Znamia Noguinsk (A)     | 3 - 0    | (D3) Stakhanovets Stalino      |
| 24 juillet 1936 | Petrovets Dniepropetrovsk (A)    | 2 - 6    | (D3) Dinamo Kharkov            |
| 24 juillet 1936 | DKA BVO Smolensk (A)             | 2 - 6    | (D1) Krasnaïa Zaria Léningrad  |
| 24 juillet 1936 | Dinamo Bolchevo (A)              | 6 - 1    | (D4) Lokomotiv Kiev            |
| 24 juillet 1936 | Dinamo Rostov (D2)               | 6 - 2    | (A) Proletaskaïa Pobeda Moscou |
| 24 juillet 1936 | Dinamo Gorki (D4)                | 4 - 3    | (A) Rekord Moscou              |
| 24 juillet 1936 | Bolchevik Kiev (A)               | 2 - 6    | (D3) Dinamo Odessa             |
| 24 juillet 1936 | Dinamo Voronej (A)               | 0 - 2    | (D1) Spartak Moscou            |
| 24 juillet 1936 | Troudovaïa Komounna Koungour (A) | 0 - 7    | (D1) Lokomotiv Moscou          |
| 24 juillet 1936 | Dinamo Batoumi (A)               | 1 - 2    | (D1) Dinamo Tbilissi           |
| 26 juillet 1936 | Dinamo Batoumi (A)               | 0 - 1    | (D1) Dinamo Tbilissi           |
| 28 juillet 1936 | Dinamo Batoumi (A)               | 0 - 2    | (D1) Dinamo Tbilissi           |
| 25 juillet 1936 | Dynamo-2 Moscou (A)              | 3 - 0    | (A) Vympel Kiev                |
| 25 juillet 1936 | Dzerjinets-STZ Stalingrad (D4)   | forfait  | (D3) Dinamo Dniepropetrovsk    |
| 25 juillet 1936 | Serp i Molot Kharkov (D2)        | 1 - 1 ap | (D2) Stalinets Moscou          |
| 27 juillet 1936 | Serp i Molot Kharkov (D2)        | 2 - 1    | (D2) Stalinets Moscou          |
| 26 juillet 1936 | KPZ Kharkov (A)                  | 0 - 2    | (D2) ZIS Moscou                |
| 26 juillet 1936 | Lokomotiv-2 Moscou (A)           | 1 - 7    | (D2) Stalinets Léningrad       |
| 26 juillet 1936 | Kolkhoz Tchapaïev (A)            | 0 - 15   | (D2) Serp i Molot Moscou       |
| 26 juillet 1936 | Dinamo Aktioubinsk (A)           | 0 - 4    | (D1) CDKA Moscou               |
| 27 juillet 1936 | Dinamo Kazan (D3)                | forfait  | (A) Dinamo Tcheliabinsk        |
| 27 juillet 1936 | Dinamo Sverdlovsk (A)            | forfait  | (A) GAZ Gorki (ru)             |
| 27 juillet 1936 | Infizkoult Moscou (A)            | forfait  | (A) Dinamo Bakou               |
| 28 juillet 1936 | Dinamo Krasnodar (A)             | 0 - 3    | (D3) Lokomotiv Tbilissi        |
| 28 juillet 1936 | Dinamo Krivoï Rog (A)            | 2 - 5    | (A) Stroïtel Bakou             |
| 30 juillet 1936 | Stal Konstantinovka (D4)         | 1 - 4    | (D3) Spartak Kharkov           |
| 2 août 1936     | Lokomotiv Kharkov (A)            | 2 - 2 ap | (D1) Dinamo Léningrad          |
| 4 août 1936     | Lokomotiv Kharkov (A)            | 1 - 1 ap | (D1) Dinamo Léningrad          |
| 7 août 1936     | Lokomotiv Kharkov (A)            | 0 - 1    | (D1) Dinamo Léningrad          |

1. 1 2  Les deux premiers matchs entre le Dinamo Batoumi et le Dinamo Tbilissi sont arrêtés avant leur terme en raison de la tombée de la nuit.

### Seizièmes de finale
| Date            | Locaux                          | Score    | Visiteurs                      |
| --------------- | ------------------------------- | -------- | ------------------------------ |
| 30 juillet 1936 | Dinamo Gorki (D3)               | 0 - 2    | (D2) Stalinets Léningrad       |
| 30 juillet 1936 | Dinamo Bolchevo (A)             | 0 - 2    | (D1) Krasnaïa Zaria Léningrad  |
| 30 juillet 1936 | ZIM Nikolaïev (A)               | 0 - 3    | (D2) Spartak Léningrad         |
| 30 juillet 1936 | Serp i Molot Moscou (D2)        | 3 - 2    | (A) Dynamo-2 Moscou            |
| 30 juillet 1936 | Serp i Molot Kharkov (D2)       | 5 - 1    | (A) Traktor Kharkov            |
| 30 juillet 1936 | Stakhanovets Kadievska (A)      | 1 - 2    | (A) Elektromach Kharkov        |
| 1er août 1936   | Dinamo Kharkov (D3)             | 0 - 1    | (D1) Lokomotiv Moscou          |
| 2 août 1936     | Dinamo Kazan (D3)               | 1 - 2    | (D2) ZIS Moscou                |
| 2 août 1936     | Krasnoïé Znamia Iegorevsk (A)   | 0 - 4    | (A) Krasnoïé Znamia Noguinsk   |
| 3 août 1936     | Dinamo Tbilissi (D1)            | 3 - 2 ap | (A) Stroïtel Bakou             |
| 3 août 1936     | Dzerjinets Ordjonikidzegrad (A) | 0 - 3    | (D4) Dzerjinets-STZ Stalingrad |
| 4 août 1936     | Spartak Moscou (D1)             | 4 - 0    | (D3) Spartak Kharkov           |
| 6 août 1936     | Dinamo Sverdlovsk (A)           | 1 - 2    | (D2) Dinamo Rostov             |
| 8 août 1936     | CDKA Moscou (D1)                | 1 - 2    | (D2) Dinamo Piatigorsk         |
| 10 août 1936    | Lokomotiv Tbilissi (D3)         | 2 - 2 ap | (D3) Dinamo Odessa             |
| 12 août 1936    | Lokomotiv Tbilissi (D3)         | 3 - 4    | (D3) Dinamo Odessa             |
| 11 août 1936    | Infizkoult Moscou (A)           | 1 - 4    | (D1) Dinamo Léningrad          |

1. ↑  La première rencontre entre le Lokomotiv Tbilissi et le Dinamo Odessa est arrêtée au cours de la prolongation sur un match nul 2-2 en raison des conditions météorologiques empêchant sa poursuite. Le match est finalement rejoué dans son intégralité deux jours plus tard.

### Huitièmes de finale
| Date         | Locaux                         | Score | Visiteurs                |
| ------------ | ------------------------------ | ----- | ------------------------ |
| 5 août 1936  | Lokomotiv Moscou (D1)          | 3 - 0 | (D2) Spartak Léningrad   |
| 8 août 1936  | Stalinets Léningrad (D2)       | 0 - 3 | (D1) Spartak Moscou      |
| 8 août 1936  | Serp i Molot Kharkov (D2)      | 3 - 1 | (A) KEMZ Kharkov         |
| 12 août 1936 | Dzerjinets-STZ Stalingrad (D4) | 1 - 3 | (D1) Dinamo Tbilissi     |
| 13 août 1936 | Krasnaïa Zaria Léningrad (D1)  | 2 - 1 | (D2) Dinamo Rostov       |
| 14 août 1936 | ZIS Moscou (D2)                | 3 - 2 | (D2) Dinamo Piatigorsk   |
| 17 août 1936 | Dinamo Léningrad (D1)          | 3 - 2 | (D2) Serp i Molot Moscou |
| 18 août 1936 | Krasnoïé Znamia Noguinsk (A)   | 1 - 0 | (D3) Dinamo Odessa       |

### Quarts de finale
| Date         | Locaux                        | Score    | Visiteurs                 |
| ------------ | ----------------------------- | -------- | ------------------------- |
| 14 août 1936 | Lokomotiv Moscou (D1)         | 2 - 1    | (D2) Serp i Molot Kharkov |
| 16 août 1936 | Spartak Moscou (D1)           | 3 - 3    | (D1) Dinamo Tbilissi      |
| 20 août 1936 | Spartak Moscou (D1)           | 3 - 6 ap | (D1) Dinamo Tbilissi      |
| 19 août 1936 | Krasnaïa Zaria Léningrad (D1) | 1 - 0    | (D2) ZIS Moscou           |
| 21 août 1936 | Krasnoïé Znamia Noguinsk (A)  | 1 - 0    | (D1) Dinamo Léningrad     |

1. ↑  La rencontre entre le Spartak Moscou et le Dinamo Tbilissi est arrêtée sur un match nul 3-3 à l'issue du temps réglementaire, les conditions météorologiques ne permettant pas de jouer la prolongation. Le match est finalement rejoué dans son intégralité quatre jours plus tard.

### Demi-finales
| Date         | Locaux                | Score | Visiteurs                     |
| ------------ | --------------------- | ----- | ----------------------------- |
| 23 août 1936 | Lokomotiv Moscou (D1) | 5 - 0 | (D1) Krasnaïa Zaria Léningrad |
| 25 août 1936 | Dinamo Tbilissi (D1)  | 5 - 1 | (A) Krasnoïé Znamia Noguinsk  |

### Finale
Disputée le 28 août 1936, la finale de la compétition est remportée par le Lokomotiv Moscou contre le Dinamo Tbilissi, sur le score de 2-0 grâce à des buts d'Alekseï Sokolov (ru) puis Viktor Lavrov (ru) au cours de la première demi-heure de jeu. Malgré sa victoire, et à la confusion des spectateurs présents, l'équipe ne se voit pas remettre la coupe au terme de la rencontre, la radio publique indiquant même que le Lokomotiv ne s'était en réalité que qualifiée pour la véritable finale qui aurait dû être disputée le 31 août suivant contre le Dynamo Moscou, champion national en titre qui n'avait pourtant pas pris part au tournoi et revenait alors d'une tournée en Tchécoslovaquie. La situation est par la suite clarifiée par les instances sportives qui annulent la rencontre prévue le 31 août et confirment la victoire du Lokomotiv qui se voit remettre le trophée formellement le 5 septembre 1936.
| ·                      |    |                            |    |
| Titulaires :           |    |                            |    |
|                        |    |                            |    |
| G                      | 1  | 0 Nikolaï Razoumovski (ru) |    |
| D                      | 2  | 0 Ivan Andreïev (ru)       |    |
| D                      | 3  | 0 Ilia Gvozdkov (ru)       |    |
| D                      | 9  | 0 Nikolaï Iline (ru)       |    |
| M                      | 4  | 0 Dmitri Maksimov (ru)     |    |
| M                      | 5  | 0 Mikhaïl Joukov (ru)      |    |
| M                      | 6  | 0 Vitali Strelkov (ru)     |    |
| M                      | 11 | 0 Piotr Terenkov (ru)      |    |
| A                      | 7  | 0 Aleksandr Semionov (ru)  |    |
| A                      | 8  | 0 Alekseï Sokolov (ru)     |    |
| A                      | 10 | 0 Viktor Lavrov (ru)       | ?e |
|                        |    |                            |    |
| Remplaçants :          |    |                            |    |
| A                      |    | 0 Nikolaï Mikheïev (ru)    | ?e |
|                        |    |                            |    |
| Entraîneur :           |    |                            |    |
| Alekseï Stoliarov (ru) |    |                            |    |

| ·             |    |                               |    |
| Titulaires :  |    |                               |    |
|               |    |                               |    |
| G             | 1  | 0 Aleksandr Dorokhov (ru)     |    |
| D             | 2  | 0 Chota Chavgunlidze (ru)     | ?e |
| D             | 3  | 0 Edouard Nikolaïchvili       |    |
| M             | 4  | 0 Nikolaï Anikine             |    |
| M             | 6  | 0 Vladimir Djorbenadze        |    |
| M             | 8  | 0 Mikhaïl Berdzenichvili (ru) |    |
| A             | 5  | 0 Vladimir Berdzenichvili     |    |
| A             | 7  | 0 Ilia Panine                 |    |
| A             | 9  | 0 Boris Paichadze             |    |
| A             | 10 | 0 Mikhaïl Aslamazov           |    |
| A             | 11 | 0 Nikolaï Somov               |    |
|               |    |                               |    |
| Remplaçants : |    |                               |    |
| ?             |    | 0 Inconnu                     | ?e |
|               |    |                               |    |
| Entraîneur :  |    |                               |    |
| Jules Limbeck |    |                               |    |

| ·                      |    |                            |    |
| Titulaires :           |    |                            |    |
|                        |    |                            |    |
| G                      | 1  | 0 Nikolaï Razoumovski (ru) |    |
| D                      | 2  | 0 Ivan Andreïev (ru)       |    |
| D                      | 3  | 0 Ilia Gvozdkov (ru)       |    |
| D                      | 9  | 0 Nikolaï Iline (ru)       |    |
| M                      | 4  | 0 Dmitri Maksimov (ru)     |    |
| M                      | 5  | 0 Mikhaïl Joukov (ru)      |    |
| M                      | 6  | 0 Vitali Strelkov (ru)     |    |
| M                      | 11 | 0 Piotr Terenkov (ru)      |    |
| A                      | 7  | 0 Aleksandr Semionov (ru)  |    |
| A                      | 8  | 0 Alekseï Sokolov (ru)     |    |
| A                      | 10 | 0 Viktor Lavrov (ru)       | ?e |
|                        |    |                            |    |
| Remplaçants :          |    |                            |    |
| A                      |    | 0 Nikolaï Mikheïev (ru)    | ?e |
|                        |    |                            |    |
| Entraîneur :           |    |                            |    |
| Alekseï Stoliarov (ru) |    |                            |    |

| ·             |    |                               |    |
| Titulaires :  |    |                               |    |
|               |    |                               |    |
| G             | 1  | 0 Aleksandr Dorokhov (ru)     |    |
| D             | 2  | 0 Chota Chavgunlidze (ru)     | ?e |
| D             | 3  | 0 Edouard Nikolaïchvili       |    |
| M             | 4  | 0 Nikolaï Anikine             |    |
| M             | 6  | 0 Vladimir Djorbenadze        |    |
| M             | 8  | 0 Mikhaïl Berdzenichvili (ru) |    |
| A             | 5  | 0 Vladimir Berdzenichvili     |    |
| A             | 7  | 0 Ilia Panine                 |    |
| A             | 9  | 0 Boris Paichadze             |    |
| A             | 10 | 0 Mikhaïl Aslamazov           |    |
| A             | 11 | 0 Nikolaï Somov               |    |
|               |    |                               |    |
| Remplaçants : |    |                               |    |
| ?             |    | 0 Inconnu                     | ?e |
|               |    |                               |    |
| Entraîneur :  |    |                               |    |
| Jules Limbeck |    |                               |    |